# Dulwich
Dulwich est une ville du borough de Southwark qui fait actuellement partie du Grand Londres.
Elle accueille le Dulwich Picture Gallery et le Dulwich College qui a eu comme élèves Raymond Chandler et Ernest Shackleton, entre autres.

## Géographie
Les quartiers de Dulwich :
- Dulwich Village, le centre ;
- West Dulwich, une zone principalement résidentielle bordant West Norwood et Tulse Hill ;
- Herne Hill (la moitié de Southwark) qui forme North Dulwich Triangle, borde Brixton, Denmark Hill, Loughborough Junction et Tulse Hill ;
- Sydenham Hill Wood et Dulwich Wood - La limite sud comprend la gare de Sydenham Hill, l'église St. Stephen avec les lotissements du milieu du siècle de Great Brownings et Peckarmans Wood ;
- East Dulwich, également un quartier résidentiel, en bordure de Peckham.

Dulwich Village contient la rue commerçante d'origine et possède encore presque tous ses bâtiments des XVIIIe et XIXe siècles. 
C'est un secteur de conservation du patrimoine. Le village borde Dulwich Park où se tient chaque année le Dulwich Horse and Motor Show.

## Histoire
En 967, Dulwich est un hameau à l'extérieur de Londres, donné par le roi Edgar à l'un de ses thanes, le comte Aelfheah. 
Le nom de Dulwich a été orthographié de diverses manières, Dilwihs, Dylways, Dullag et peut provenir de deux vieux mots anglais, Dill, une fleur blanche, et wihs, une prairie humide, signifiant "la prairie où pousse l'aneth". 
Harold Godwinson a possédé la terre et, après 1066, le roi Guillaume Ier d'Angleterre. En 1333, la population de Dulwich compte 100 habitants.
En 1538, Henri VIII vendit la région à l'orfèvre Thomas Calton pour 609 £. 

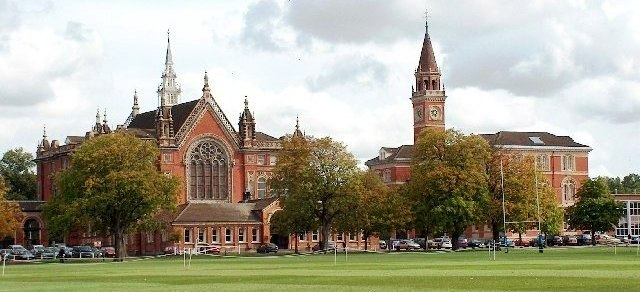
Dulwich College.

Le petit-fils de Calton, Sir Francis Calton, a vendu le manoir de Dulwich pour 4 900 £ en 1605 à l'acteur élisabéthain Edward Alleyn. Il a investi sa fortune dans une fondation caritative, le College of God's Gift, créé en 1619. Le successeur de l'organisme de bienfaisance, The Dulwich Estate, possède toujours 600 ha dans la région, tout comme des routes privées et un péage. 
Dans le cadre de la fondation, Alleyn a également construit une école, la Christ's Chapel of God's Gift (où Alleyn est enterré) et un hospice à Dulwich (aujourd'hui la Dulwich Almshouse Charity). 
Le bâtiment scolaire d'origine d'Alleyn n'est plus utilisé pour l'enseignement, il abrite désormais les gouverneurs du domaine.

## Galerie

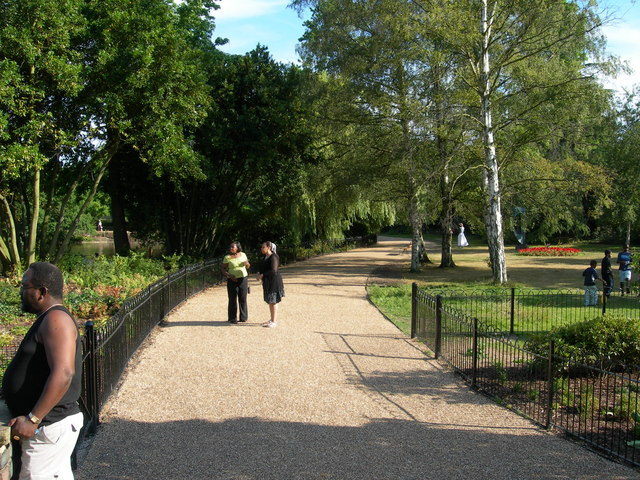
Dulwich Park en 2006.
Les Dulwich wards du Camberwell Metropolitan Borough en 1916.
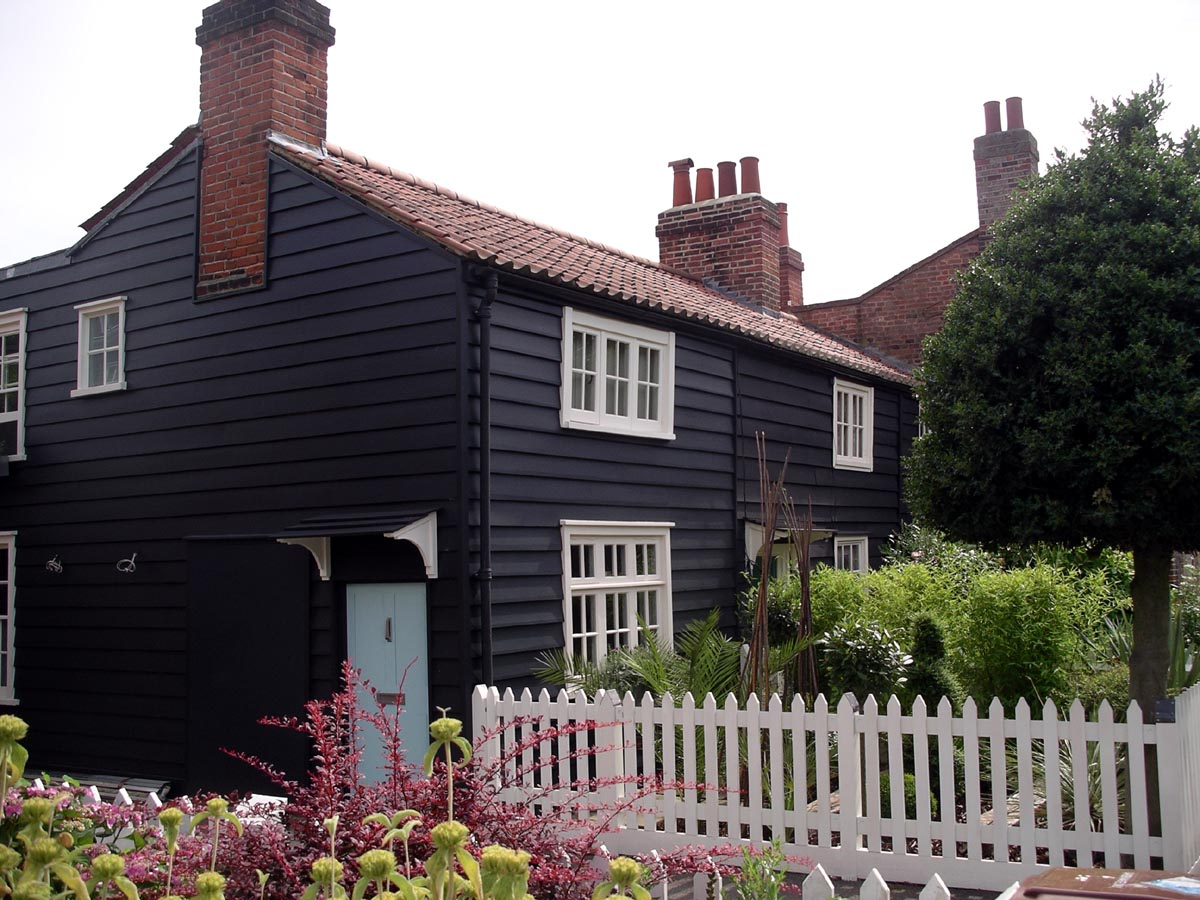
Une vieille maison à Dulwich village.
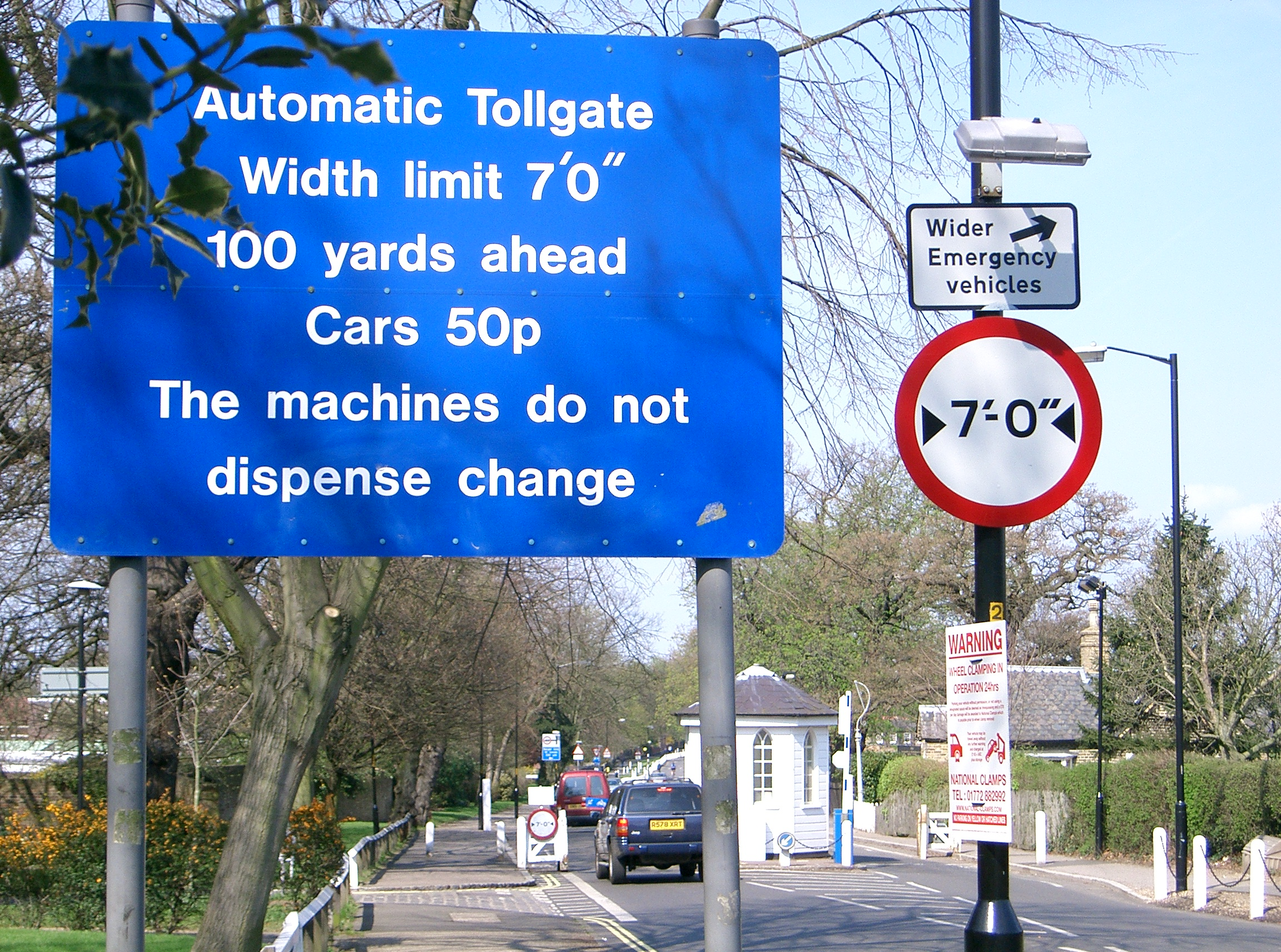
Le péage de College Road, Dulwich, Londres SE21.
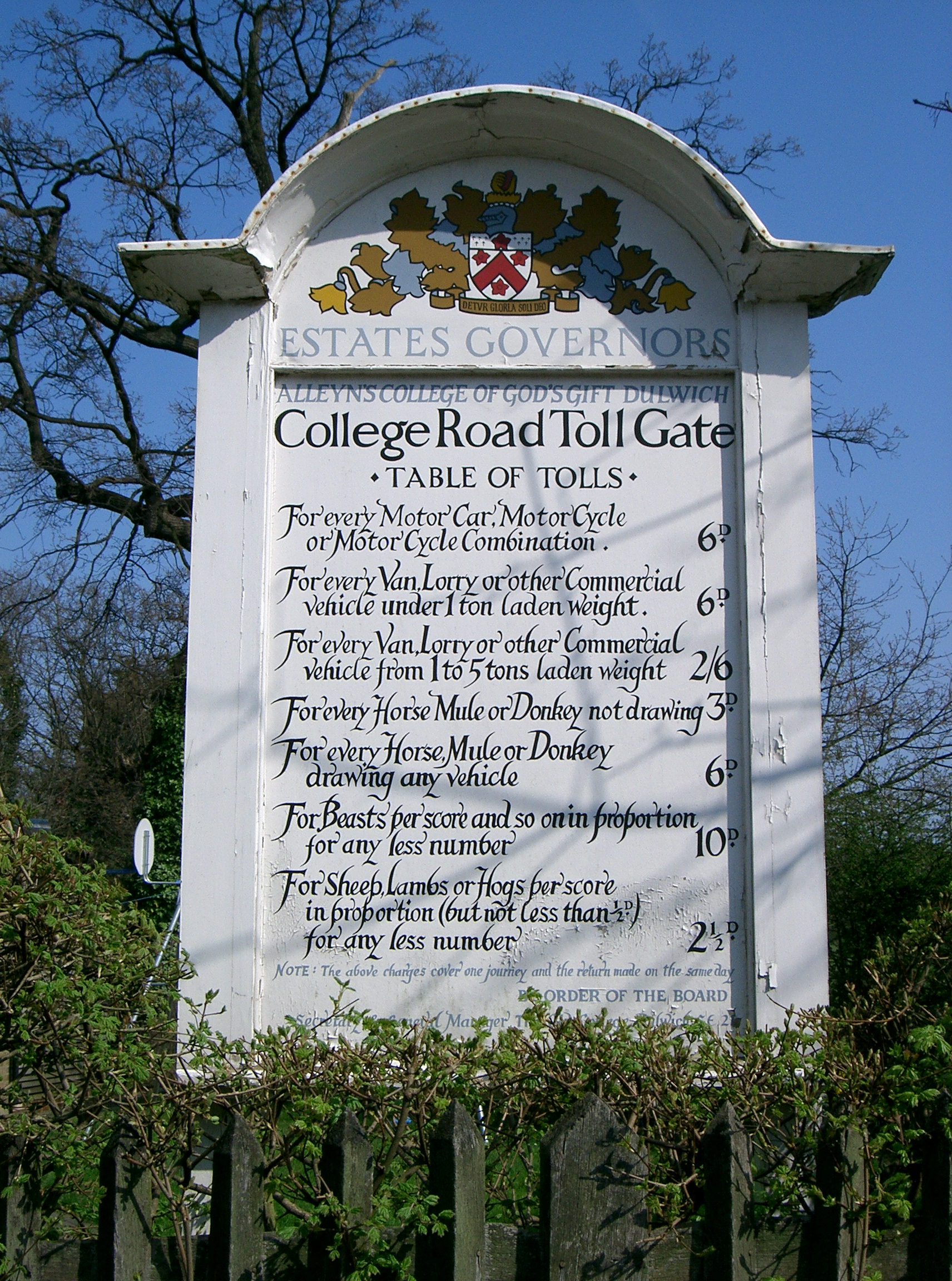
Les taxes, College Road, Dulwich, Londres, SE21, péage.
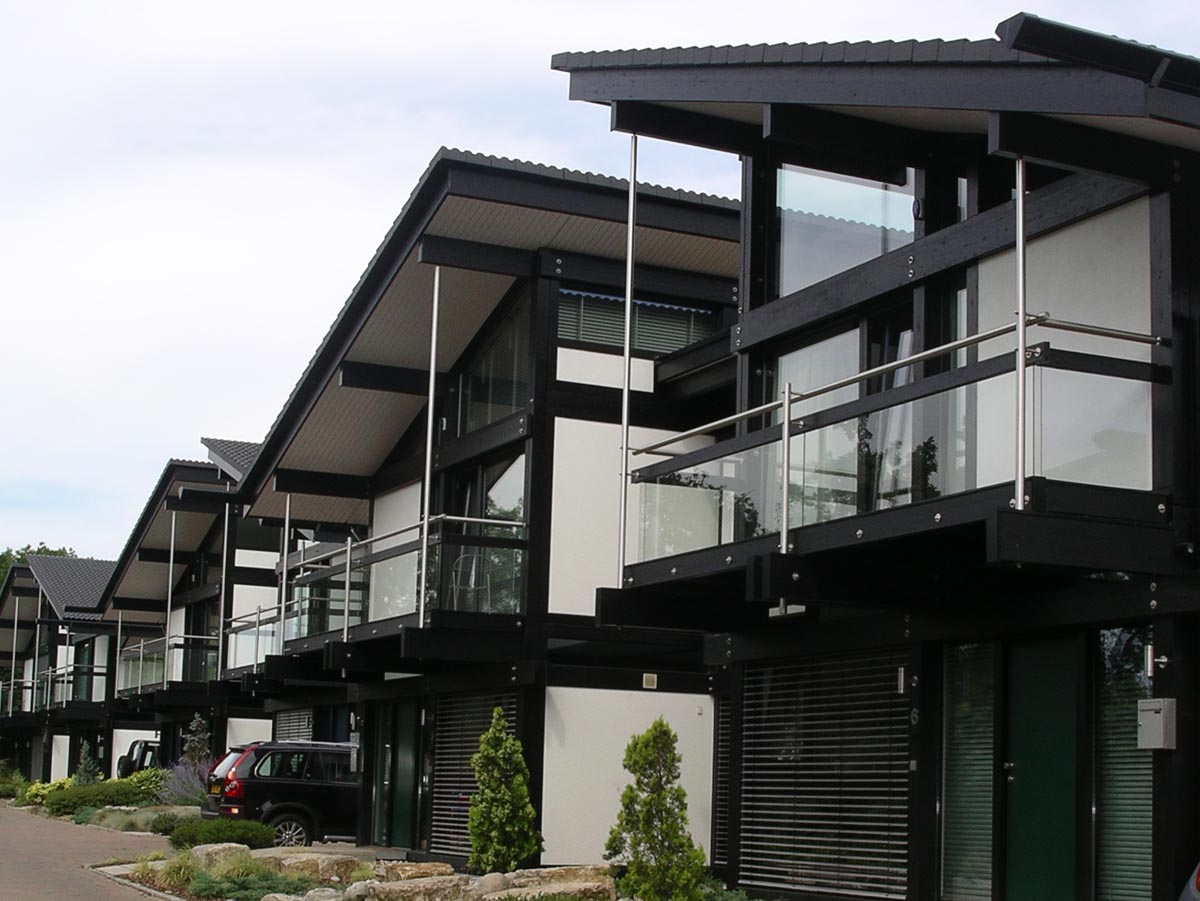
Dulwich village, la modernité.

## Personnalités liées à la ville
- Howard Barker
- Enid Blyton
- Alan Bush
- Paul Davis
- Boris Karloff
- Tim Roth
- Bon Scott
- Catherine Scott
- Trevor Sinclair
- Nancy Storace
- Frank Thornton